# شبه‌قارچ‌ها

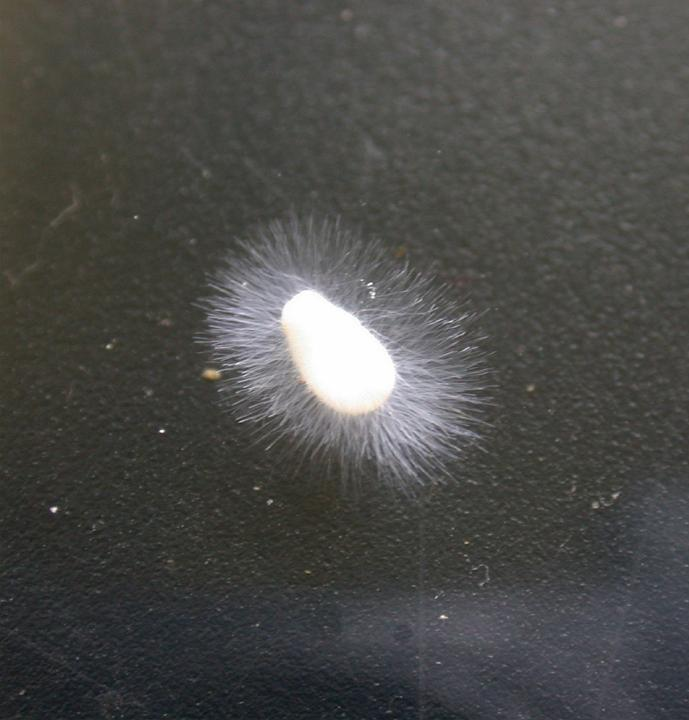
آب‌کپک که روی دانه شاهدانه رشد کرده.

شبه‌قارچ‌ها (انگلیسی: Pseudofungi) یکی از گروه‌های ناجورتاژکان است. گروه شبه‌قارچ‌ها شامل آب‌کپک‌ها (Oomycota) و دیگچه‌ای‌های نخینه‌ای (Hyphochytriomycetes) است.
گرچه ویژگی‌های پرشمار زیست‌شمایایی، فراساختاری، و ژنتیکی، شبه‌قارچ‌ها را به وضوح در زمره ناجورتاژکان قرار می‌دهد، شیوه رشد آن‌ها (وجود نخینه) و روش تغذیه‌شان (تغذیه اسمزی) با قارچ‌ها شباهت دارد.